# Mark Webber (ator)
Mark Allen Webber (19 de julho de 1980) é um ator, roteirista e diretor estadunidense.

## Início da vida
Webber nasceu em Minneapolis, onde ele passou sua infância. Mais tarde ele foi criado por sua mãe solteira na Philadelphia, onde, por algum tempo, viveram na rua, dormindo em carros e em prédios abandonados. Sua mãe é Cheri Honkala e ela se tornou uma defensora dos desabrigados de Filadélfia. Ele e sua mãe foram por muitos anos e ainda são sinceros defensores dos desabrigados. Eles andam em protestos, ajudar a educar os eleitores e voluntários para ajudar a fornecer alimentos e abrigo para as pessoas pobres de Filadélfia, e em outros lugares. Cheri Honkala se candidatou a xerife da Filadélfia com o Partido Verde.

## Vida pessoal
Webber tem um filho, Isaac Love (nascido por volta de 2008), com a atriz Frankie Shaw. O fim de seu relacionamento com Shaw inspirou Webber para criar seu filme The End of Love, estrelado por Webber e seu filho, e estreou no Festival Sundance de Cinema, em janeiro de 2012. Webber e Shaw compartilham a guarda conjunta do filho.
Em setembro de 2012, Webber começou a namorar a atriz australiana Teresa Palmer. Eles ficaram noivos em agosto de 2013, e se casaram em 21 de dezembro de 2013, no México. Eles têm dois filhos juntos: Bodhi Rain Palmer, nascido em 17 de fevereiro de 2014 e Forest Sage Palmer, nascido em 12 de dezembro de 2016. Webber e Palmer moram na comunidade Beachwood Canyon, Los Angeles.

## Filmografia

### Filmes
| Ano  | Título                                | Papel                   | Notas                        |
| ---- | ------------------------------------- | ----------------------- | ---------------------------- |
| 1998 | Edge City                             | Johnny                  |                              |
| 1998 | The Evil Within                       | Ralph                   |                              |
| 1999 | Jesus' Son                            | Jack Hotel              |                              |
| 1999 | Whiteboyz                             | Trevor                  |                              |
| 1999 | Drive Me Crazy                        | Dave Ednasi             |                              |
| 2000 | Animal Factory                        | Tank                    |                              |
| 2000 | Snow Day                              | Hal Brandston           |                              |
| 2000 | Boiler Room                           | Kid                     |                              |
| 2001 | The Rising Place                      | Will Bacon              |                              |
| 2001 | Storytelling                          | Scooby Livingston       | segmento: Non-Fiction        |
| 2001 | Chelsea Walls                         | Val                     |                              |
| 2002 | People I Know                         | Ross                    |                              |
| 2002 | Hollywood Ending                      | Tony Waxman             |                              |
| 2002 | Bomb the System                       | Anthony 'Blest' Campo   |                              |
| 2004 | Winter Solstice                       | Pete Winters            |                              |
| 2005 | Dear Wendy                            | Stevie                  |                              |
| 2005 | Broken Flowers                        |                         |                              |
| 2006 | Just Like the Son                     | Daniel                  |                              |
| 2006 | The Hottest State                     | William Harding         |                              |
| 2007 | Weapons                               | Sean                    |                              |
| 2007 | The Good Life                         | Jason Prayer            |                              |
| 2007 | The Memory Thief                      | Lukas                   |                              |
| 2008 | T Takes                               |                         | Curta-metragem               |
| 2008 | Good Dick                             | Derek                   |                              |
| 2008 | Explicit Ills                         | Membro do piquete Crowd | Sem créditos, também diretor |
| 2009 | Life Is Hot in Cracktown              | Ridley                  |                              |
| 2009 | Shrink                                | Jeremy                  |                              |
| 2010 | Scott Pilgrim vs. the World           | Stephen Stills          |                              |
| 2011 | The Lie                               | Tank                    |                              |
| 2012 | The End of Love                       | Mark                    | Também diretor               |
| 2012 | For a Good Time, Call...              | Sean                    |                              |
| 2012 | Save the Date                         | Jonathan                |                              |
| 2013 | Goodbye World                         | Benji                   |                              |
| 2014 | 13 Sins                               | Elliot                  |                              |
| 2014 | Jessabelle                            | Preston Sanders         |                              |
| 2014 | Laggies                               | Anthony                 |                              |
| 2014 | Happy Christmas                       | Kevin                   |                              |
| 2014 | The Ever After                        | Thomas                  | Também diretor               |
| 2015 | Green Room                            | Daniel                  |                              |
| 2017 | Flesh and Blood                       |                         | Também diretor               |
| 2017 | The Scent of Rain and Lightning       | Chase                   |                              |
| 2018 | Don't Worry, He Won't Get Far on Foot | Mike                    |                              |

### Televisão
| Ano  | Título              | Papel                                      | Notas                     |
| ---- | ------------------- | ------------------------------------------ | ------------------------- |
| 2002 | The Laramie Project | Aaron McKinney                             | Telefilme                 |
| 2010 | Gift of the Magi    | Jim (jovem)                                | Telefilme                 |
| 2010 | Medium              | Homem Louro/homem de terno à prova de fogo | Episódio: "Native Tongue" |